# Miguel Pérez Gilaberte
Miguel Pérez Gilaberte o Miguel P. Gilaberte és un director de fotografia espanyol nascut a l'agost de 1976 a Madrid.

## Biografia
Amb 17 anys va començar treballant en una revista de fotografia, Foto Profesional, que més tard passaria a dir-se Revista Foto. En aquests inicis, Gilaberte es va encarregar de l'arxiu de la revista, i per les seves mans passaven instantànies dels millors fotògrafs del món. Ja llavors era un apassionat de la fotografia, però la ressenya que va haver de redactar per a la revista sobre el llibre Directores de Fotografía Españoles, de Carlos F. Heredero, va despertar la seva curiositat i passió per la fotografia cinematogràfica.
Va cursar estudis universitaris de Ciències de la Informació, branca d'Imatge i So en la Universitat Complutense de Madrid, i es va especialitzar en direcció de fotografia per The Maine Workshops als Estats Units.
Va treballar més de 18 anys com etalonador fotoquímic i colorista digital en diversos laboratoris i estudis d'Espanya, la qual cosa li va proporcionar uns coneixements avançats sobre color i postproducció. Aquesta tasca la va continuar compaginant amb rodatges de curtmetratges, videoclips i comercials, fins que l'any 2010 va tenir la seva primera oportunitat com a director de fotografia d'un llargmetratge, Ways to Live Forever, de Gustavo Ron.
En 2017 va iniciar la seva primera aventura televisiva, Velvet Colección. Produïda per Movistar + i Bambú Producciones, una de les aportacions principals de Gilaberte va ser l'ús de lents anamòrfiques en format 4K, la qual cosa la va convertir en la primera sèrie de televisió d'Espanya rodada amb aquesta mena d'objectius.
En l'actualitat, les seves principal activitat està bolcada en la direcció de fotografia.
Miguel és membre actiu de l'Associació Espanyola d'Autors de Fotografia Cinematogràfica (AEC) i membre numerari de l'Acadèmia de les Arts i les Ciències Cinematogràfiques d'Espanya.

## Filmografia[4]

### Director de fotografia
- Alta Mar, Temporada 2 (5 Episodis, 2019), Netflix
- 45 Revoluciones, Sèrie TV (2 Episodis, 2019), Antena 3
- ¿Qué te juegas?, Llargmetratge (2019)
- Velvet Colección, Temporada 1 (10 Episodios) (2017), Temporada 2 (7 Episodis) (2018), Movistar+
- Es por tu bien, Llargmetratge (2017)
- Bakery in Brooklyn, Llargmetratge (2016)
- Ways to Live Forever, Llargmetratge (2010)
- Vuelta y vuelta (2005)
- Haeven (2001)
- Las palabras necesarias (2001)
- Cien por cien técnica (2000)
- How to swim with the sharks without getting eaten (2000)
- Me encantan las confusiones en los aeropuertos (1999)